# いすゞ・P系エンジン

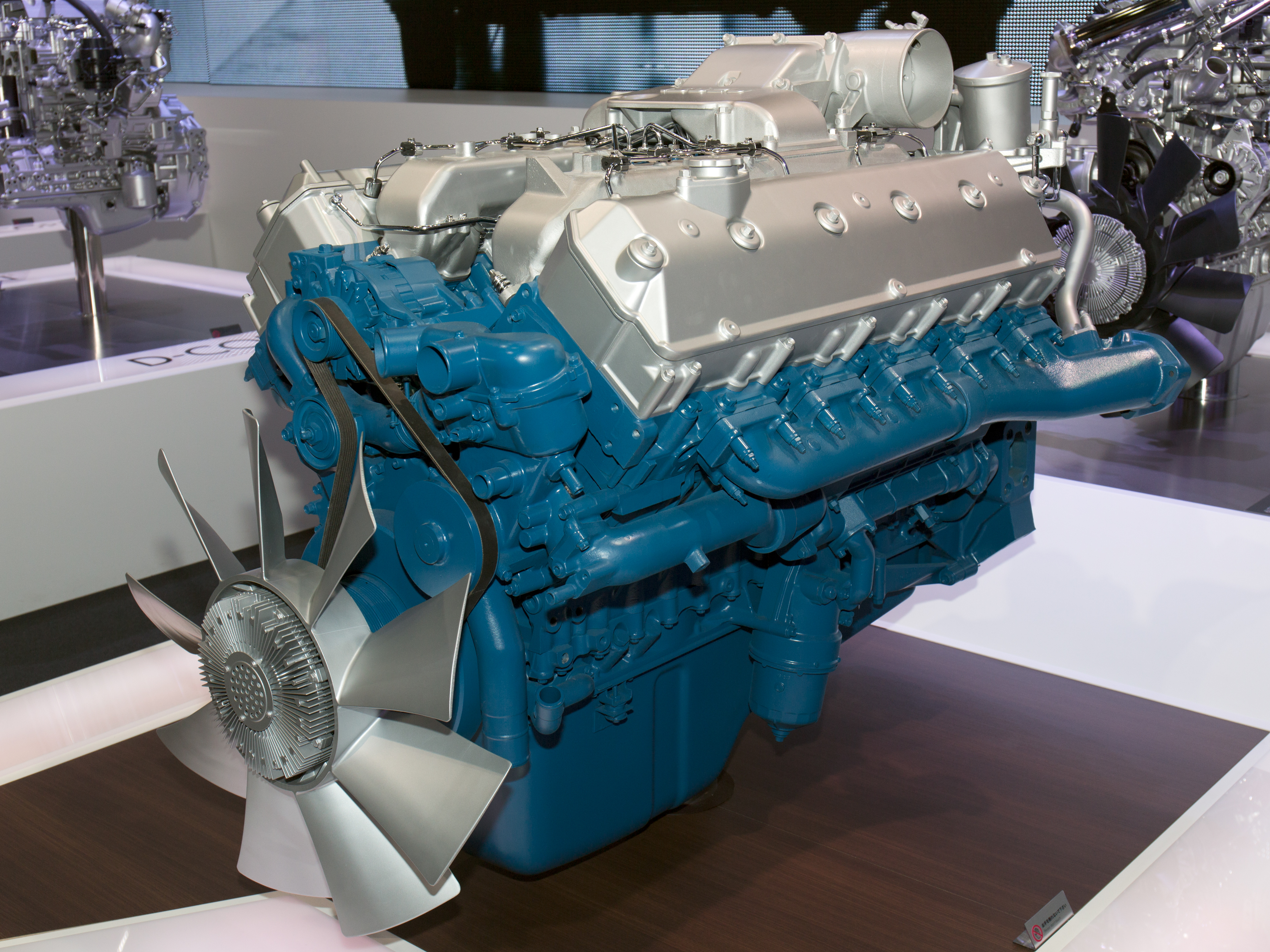
いすゞ・10TD1型エンジン

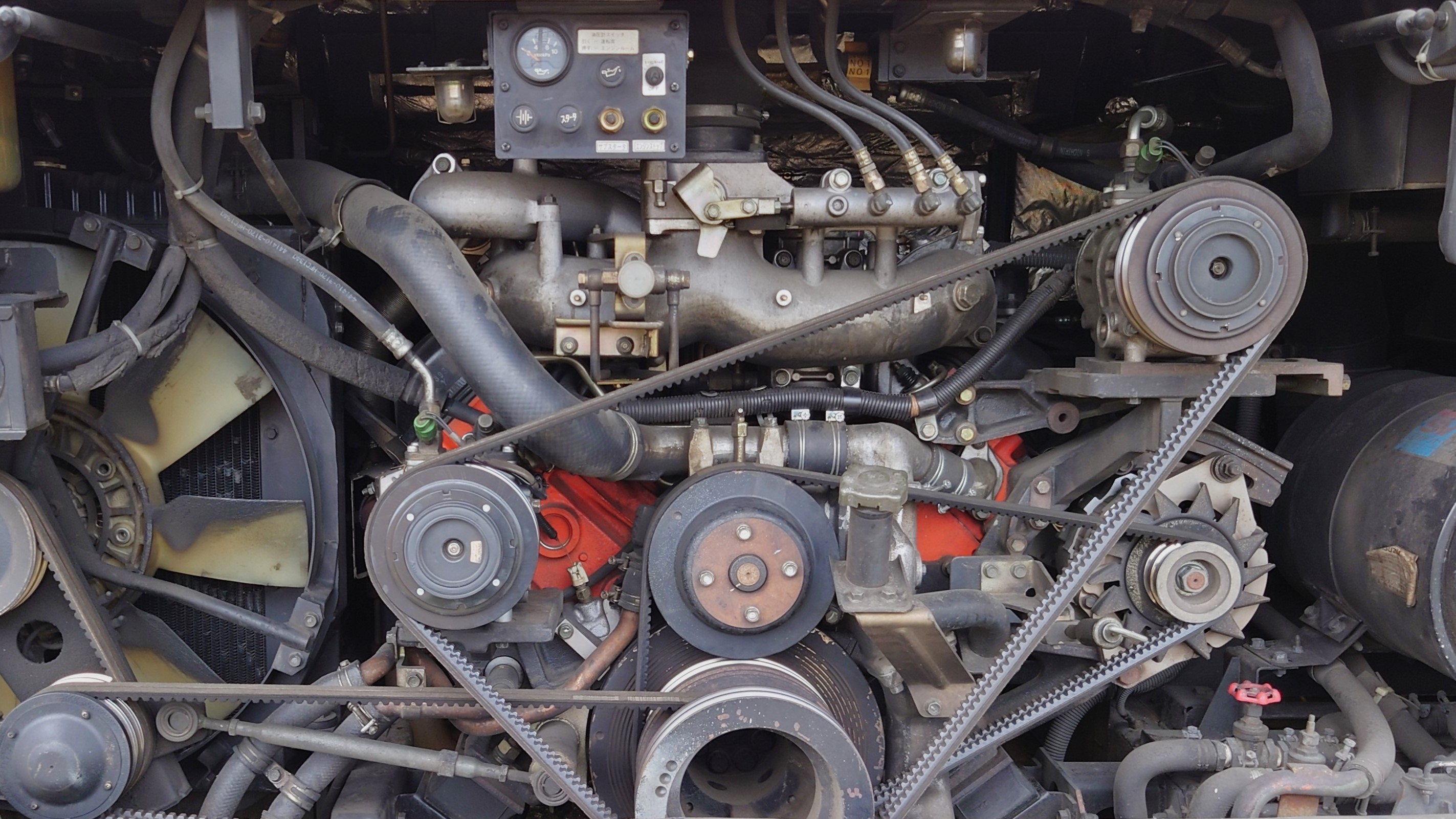
いすゞ・8PE1型エンジン

いすゞ・P系エンジンは、いすゞ自動車が1973年（昭和48年）から2006年（平成18年）まで生産していた大型トラック・バス用OHV V型8気筒、V型10気筒、V型12気筒のディーゼルエンジン（V型エンジン）である。
「＊PA1」の「＊」数字は気筒数を、「A」は改良進度を、「1」はタイプを表す。なお、後継のT系エンジンについても当項目で解説する。

## 概要
それまでのV170型330ps(ボアxストローク：145x125mm、後に直噴8MA1型345ps)V8の1種類から、そのコンポーネンツを共用しクランクシャフトとシリンダーブロックの長さを増すことで多品種化（多気筒化）を図る手法で生産性を高め、延べ33年間生産され続けた長寿エンジンである。

## シリーズの経緯・解説
- 1973年 10PA1型 (ボアxストローク：115x120mm,12.464cc/295ps) が　ニューパワーV10シリーズとしてSR型に初めて搭載された。その後バスでは、CRA580/650に搭載された。また、8PA1型215psがSKW440に、12PA1型350psがトラクターVT型に搭載された。車両型式2桁目のエンジン区分は、8PAがK、10PAがR、12PAがTである。
- 1976年 マイナーチェンジと共にストロークを135mmとした10PB1型を追加し、ニューパワーSSシリーズに搭載する。車両型式2桁目のエンジン区分は、10PBがSである。(なお、10PB1型は14022cc/320ps)
- 1979年 マイナーチェンジとしては大幅な改良を受け、それを機に昭和54年排出ガス規制に適合。搭載車の車体には、それぞれ、V8SS、V10SS、V12SSの赤いエンブレムが付く。同時に＊PA1型も改良され、エンブレムが赤いV＊Sとなる。また、＊PB1型にV8とV12を追加。12PB1はダンプトラック用の350PSとトラクター用の385PSが設定された（共にNAエンジン）。車両型式2桁目のエンジン区分は、8PBがM、12PBがVである。この頃ターボ仕様＊PB1T型も追加される。(ターボ仕様はV8:275psの他に宇部興産専用道路専用車に搭載されたV12:515psがあった)
- 1983年 昭和58年排出ガス規制を機に、ボアを119mmとした＊PC1型となり、車体のエンブレムは緑色になる。また、このモデルから、同排気量で出力が複数設定されたエンジンには、形式の後ろに識別記号（-Nまたは-S、後者が高出力型を表す）が追加された。(なお、10PC1型は15014cc/295/330ps)車両型式のXX部エンジン区分は、8PCが17、10PCが19、12PCが21である。ターボ仕様は自動車用に8PC1T型275psが設定され、船舶用に12PC1T型640ps仕様が造られる（船舶用はいすゞのエンジン型式一覧#市販自動車用エンジンを参照）。
  - この時期、大型トラックはいすゞ・810シリーズにフルモデルチェンジ。車両型式もトラックはC□□XX、セミトラクタヘッドはE□□XXと改められ、バスもLV□XX系となる。
- 1989年 平成元年排出ガス規制を機に、ストロークを150mmとした＊PD1型となる。車両型式のエンジン区分は、8PDが70、10PDが71、12PDが72である。12PD1は出力が3種類となり、-N型と-S型の間に-C型が追加された。(なお、10PD1型は16683cc/305ps、高出力型はトラック用が340ps、バス用が355ps)
- 1994年 平成6年排出ガス規制を機に、ボアを127mmとした＊PE1型となる。車両型式のエンジン区分は、8PEが80、10PEが81、12PEが82である。(なお、10PE1型は19001cc/325ps、高出力型はトラック用が360ps、バス用が380ps）この頃CNG用エンジンとして8PF1型240psも追加。
  - この時期、大型トラックはギガシリーズにフルモデルチェンジ。バスもやがて観光・高速モデルのスーパークルーザーからガーラへフルモデルチェンジをする。
- 1997年　P系シリーズの後継として新T系・V型10気筒30390cc・10TD1型がギガ600psモデルEXZ75などに搭載される。ボアxストロークは158x155mm、車両型式エンジン区分は75。2000年に8TD1型24312cc/410/450/480ps(エンジン区分は74)、2001年に6TE1型18933cc/330/370ps(ボアxストロークは161x155mm、エンジン区分は73)が追加された。6TE1型はいすゞのV型エンジンとしては初めてコモンレール式燃料噴射装置を採用した。
  - しかし2003年、ギガの平成13年騒音規制適合時に直列6気筒ターボエンジンに統一（6TE1、10TD1はこの時点で廃止）、ガーラも2005年のフルモデルチェンジで日野・セレガとの統合車種に移行したため[注 2]8TD1は廃止され、T系は短命に終わった。